# Ribamar
Ribamar ist eine Gemeinde (Freguesia) im portugiesischen Kreis Lourinhã. In ihr leben 2160 Einwohner (Stand 19. April 2021).